# Зуево (Чарозерское сельское поселение)
Зуево — деревня в Кирилловском районе Вологодской области.
Входит в состав Чарозерского сельского поселения, с точки зрения административно-территориального деления — в Коротецкий сельсовет.
Расстояние до районного центра Кириллова по автодороге — 68,6 км, до центра муниципального образования Чарозера по прямой — 14 км. Ближайшие населённые пункты — Олютинская, Дренево, Росликово.
По данным переписи в 2002 году постоянного населения не было.